# Joseph Toole

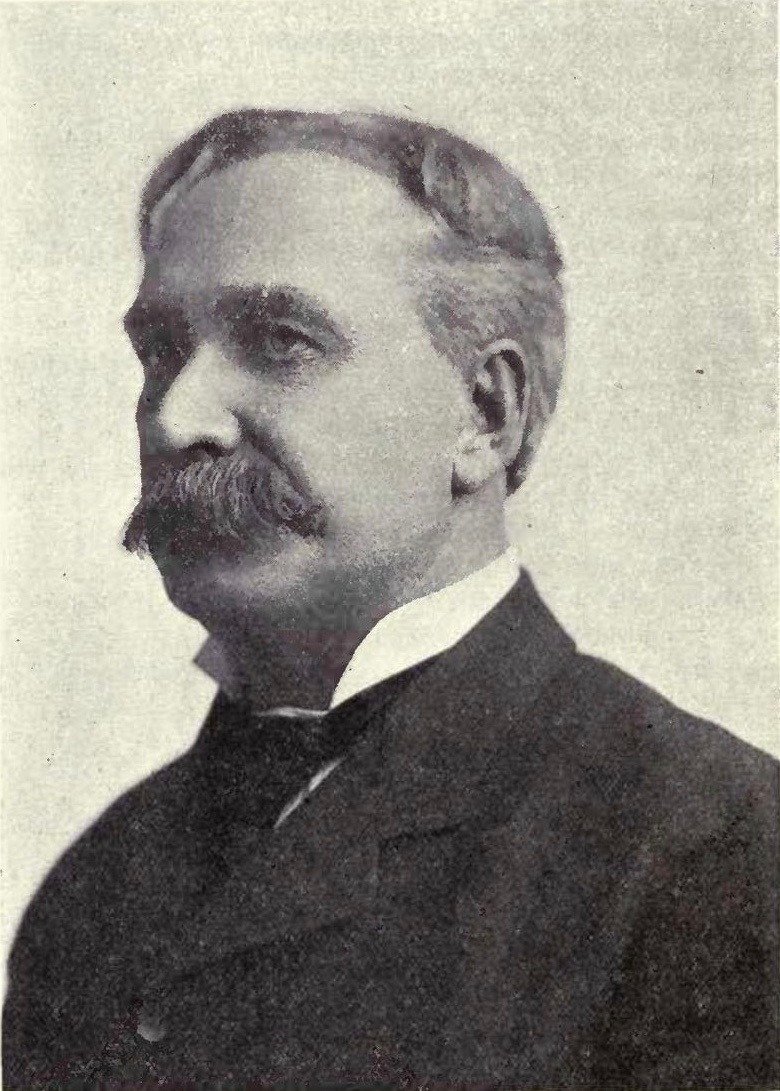
Joseph Toole

Joseph Kemp Toole (* 12. Mai 1851 in Savannah, Andrew County, Missouri; † 11. März 1929 in San Francisco, Kalifornien) war ein US-amerikanischer Politiker und von 1889 bis 1893 der erste sowie von 1901 bis 1908 der vierte Gouverneur von Montana.

## Frühe Jahre
John Toole besuchte die öffentlichen Schulen in Saint Joseph in Missouri und dann die Western Military Academy in New Castle (Kentucky). Im Jahr 1870 zog er nach Helena im damaligen Montana-Territorium. Dort studierte er Jura. Nach seinem Examen und seiner Zulassung als Rechtsanwalt begann er im Jahr 1871 in seinem neuen Beruf zu praktizieren. Zwischen 1872 und 1876 war Toole Bezirksstaatsanwalt im dritten Gerichtsbezirk von Montana und von 1879 bis 1881 war er Abgeordneter im territorialen Landesparlament. Von 1881 bis 1883 war er Präsident des Regierungsrats des Territoriums. In den Jahren 1884 und 1889 war er Delegierter auf den verfassungsgebenden Versammlungen von Montana und von 1885 bis 1889 war er Delegierter des Territoriums im US-Repräsentantenhaus. Dort setzte er sich für die Aufnahme Montanas als Bundesstaat der USA ein. Im Jahr 1889 hatte er dieses Ziel erreicht.

## Gouverneur von Montana
Noch im gleichen Jahr wurde er von den Bürgern des neuen Bundesstaats zu dessen erstem Gouverneur gewählt. Tooles Amtszeit begann am 8. November 1889, dem Tag des Beitritts zur Union, und endete am 1. Januar 1893. Die erste Aufgabe des Gouverneurs war der Aufbau einer funktionsfähigen Verwaltung und die Klarstellung der Kompetenzen der einzelnen Behörden. Auch die Wahlverfahren der kommunalen Amtsträger wurden festgelegt und die Gerichtsbezirke neu eingeteilt.
Nach Ablauf seiner Amtszeit im Januar 1893 wurde er wieder als Anwalt tätig. Außerdem war er Vorsitzender einer Landkommission. Im Jahr 1900 kandidierte er erfolgreich für eine Rückkehr in das Amt des Gouverneurs und im Jahr 1904 wurde er mit deutlicher Mehrheit in diesem Amt bestätigt. In dieser Zeit setzte er sich erfolglos für die Einführung des Frauenwahlrechts und ein Gesetz zur Durchführung von Vorwahlen ein (Primary Law). Aber es gelang ihm, eine Mehrheit für eine geplante Änderung der US-Verfassung zu erlangen, nach der die Senatoren zukünftig direkt vom Volk gewählt werden sollten. Bundesweit trat dieser Verfassungszusatz 1913 in Kraft. Der Gouverneur verbesserte die Sicherheitsvorschriften im Bergbau, führte eine Grundsteuer ein und beseitigte ein Monopol in der Herstellung von Schulbüchern. Aus gesundheitlichen Gründen trat Toole am 1. April 1908 von seinem Amt zurück.

## Weiterer Lebenslauf
Nach seinem Rücktritt lebte Toole abwechselnd entweder in Helena oder in San Francisco in Kalifornien. Dort verstarb er am 11. März 1929.
Joseph Toole war mit Lilly Rosecrans verheiratet, mit der er drei Kinder hatte.